# Baumrutscher
Die Baumrutscher (Climacteridae) sind eine Familie in der Ordnung der Sperlingsvögel (Passeriformes), die in Australien und in den Bergen von Neuguinea vorkommen. Im Aussehen und Verhalten ähneln die Baumrutscher den Baumläufern (Certhiidae), ohne näher mit diesen verwandt zu sein. Sie sind stattdessen nah mit den Laubenvögeln (Ptilonorhynchidae) verwandt. Die Ähnlichkeit zu den Baumläufern erklärt sich durch konvergente Evolution von nicht näher verwandten Arten, die dieselbe ökologische Nische besetzen. 

## Merkmale

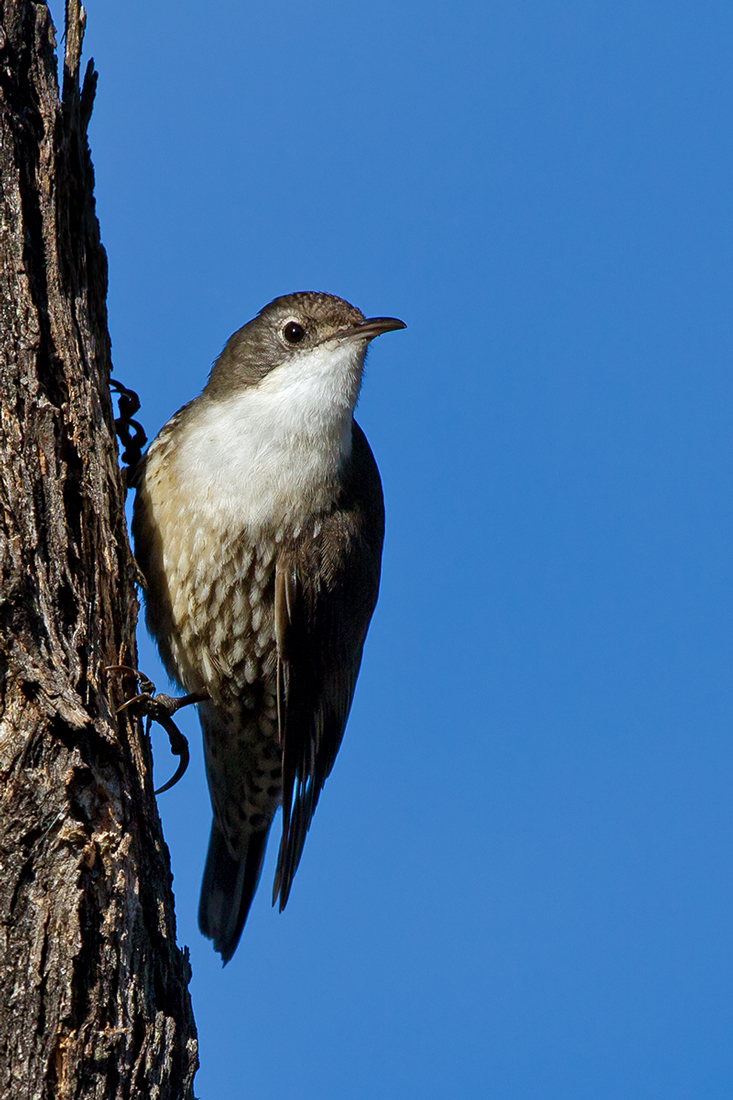
Weißkehl-Baumrutscher (Cormobates leucophaeus)

Baumrutscher sind kleine Vögel mit zylindrisch-ovalen Rümpfen. Die Körpergröße liegt zwischen 16 und 18 Zentimeter. Sie sind überwiegend braun gefärbt, auch graue und rötliche Tönungen kommen vor. Die Federn auf Brust und Bauch sind in der Regel dunkel mit einem weißlichen Streifen in der Mitte. Beide Geschlechter unterscheiden sich kaum. Bei den Weibchen können jedoch mehr rötliche Tönungen vorkommen als bei den Männchen. Der Kopf ist mittelgroß, der Hals kurz und dick. Der Schnabel ist kurz bis mittellang, schlank und leicht gebogen. Die Flügel sind mittellang und breit, der Schwanz ist kurz und quadratisch. Im Unterschied zu den Baumläufern benutzen die Baumrutscher beim Klettern an senkrechten Stämmen nicht ihren Schwanz als Stütze. Beine und Füße sind kräftig, letztere sind mit langen, deutlich gebogenen Krallen versehen.

## Lebensraum und Lebensweise
Baumrutscher kommen in offenen und dichten Wäldern und in anderen Habitaten mit Baumbestand vor. Sie ernähren sich vor allem von Insekten, die sie mit ihrem spitzen, nach vorne gebogenen Schnabel in den Rindenspalten und unter den Rinden der Bäume suchen. Als Nest wird eine natürliche, durch Fäulnis entstandene oder von Termiten geschaffene Baumhöhle genutzt, in die das Weibchen ein bis drei Eier legt. Stehen keine Baumhöhlen zur Verfügung nutzen die Vögel auch Höhlen in Böschungen oder in Gebäuden. Die Brutdauer liegt bei 16 bis 23  Tagen und die Nestlinge werden nach 25 bis 28 Tagen flügge. Bei der Gattung Cormobates baut allein das Weibchen das Nest und brütet auch alleine. Bei den Climacteris-Arten bauen Männchen und Weibchen zusammen das Nest, das Weibchen brütet aber anschließend allen. Bei der Aufzucht der Jungvögel helfen bis zu drei weitere Vögel, in der Regel Männchen aus vorhergehenden Bruten des Elternpaares.

## Gattungen und Arten
Es gibt zwei Gattungen und sieben Arten.
- Climacteris
  - Braunbauch-Baumrutscher (Climacteris melanura)
  - Feldbaumrutscher (Climacteris picumnus)
  - Rostbauch-Baumrutscher (Climacteris rufa)
  - Rostbrauen-Baumrutscher (Climacteris erythrops)
  - Weißbrauen-Baumrutscher (Climacteris affinis)
- Cormobates
  - Papuabaumrutscher (Cormobates placens)
  - Weißkehl-Baumrutscher (Cormobates leucophaeus)

## Belege
1. 1 2 3 4  David W. Winkler, Shawn M. Billerman, Irby J. Lovette: Bird Families of the World - An Invitation to the Spectacular Diversity of Birds. Lynx Edicions and the Cornell Lab of Ornithology, 2015, ISBN 978-84-941892-0-3. Seite 324.